# میریام اسپیتری دبونو
میریام اسپیتری دبونو (متولد ۲۵ اکتبر ۱۹۵۲) سیاستمدار مالتی است که یازدهمین و رئیس‌جمهور فعلی مالت است. او اولین زن گوزیتانی است که به این سمت انتخاب شده است. او همچنین از سال ۱۹۹۶ تا ۱۹۹۸ رئیس مجلس نمایندگان مالت بود و اولین زنی بود که این سمت را بر عهده داشت.

## اوایل زندگی و حرفه
اسپیتری دبونو با نام میریام زامیت در ویکتوریا، گوزو، از پاولو زامیت و همسرش متولد شد. او تحصیلات رسمی دوران کودکی خود را در گوزو گذراند و بعداً در دانشگاه مالت تحصیل کرد و در آنجا ادبیات انگلیسی و زبانشناسی خواند و در سال ۱۹۷۳ فارغ‌التحصیل شد و اتحادیه دانشجویان سوسیالیست را تأسیس کرد. او همچنین در رشته حقوق تحصیل کرد و در سال ۱۹۸۰ به عنوان سردفتر اسناد رسمی فارغ‌التحصیل شد.
اولین سمت‌های دولتی او شامل ریاست هیئت مدیره تعاونی‌ها و عضویت در هیئت مؤسس کمیسیون برابری جنسیتی بود.
او در پنج انتخابات عمومی (۱۹۸۱، ۱۹۸۷، ۱۹۹۲، ۱۹۹۶، ۲۰۰۳) نامزد حزب کارگر مالت بود، اما هرگز به عنوان عضو پارلمان انتخاب نشد. با این حال، او در سال ۱۹۸۲ به عنوان عضو اجرایی ملی حزب انتخاب شد و به عنوان دبیر تبلیغات حزب خدمت کرد.
اسپیتری دبونو بین سال‌های ۱۹۹۳ تا ۱۹۹۶ به عنوان رئیس بخش زنان حزب کارگر مالت خدمت کرد.
در سپتامبر ۱۹۹۶، او توسط نخست‌وزیر آلفرد سانت به عنوان رئیس مجلس نمایندگان مالت منصوب شد. او اولین زنی بود که در این نقش در مالت خدمت کرد و در اکتبر ۱۹۹۸ جای خود را به آنتون تابون داد.
در ژانویه ۲۰۲۳، حزب ملی‌گرا او را برای سمت کمیسر استانداردها پیشنهاد کرد، اما او رسماً از پذیرش این سمت خودداری کرد و مدعی شد که برای این سمت مناسب نیست و علاقه‌ای به پذیرش آن ندارد.

## ریاست جمهوری
در ۲۱ مارس ۲۰۲۴، گزارش شد که او نامزد پیشتاز برای انتصاب به عنوان رئیس‌جمهور جمهوری مالت است. هفته بعد، این موضوع در بیانیه مشترکی که از دفاتر نخست‌وزیر و رهبر اپوزیسیون صادر شد، تأیید شد. مجلس نمایندگان مالت در ۲۷ مارس ۲۰۲۴ به اتفاق آرا به انتخاب اسپیتری دبونو به عنوان یازدهمین رئیس‌جمهور مالت رأی داد و او اولین رئیس‌جمهوری شد که با استفاده از اصلاحات جدید قانون اساسی سال ۲۰۲۰، از جمله الزام جدید دو سوم رأی موافق پارلمان برای نامزد ریاست جمهوری، انتخاب شد.
اسپیتری دبونو سومین زنی است که پس از آگاتا باربارا و ماری-لوئیز کولیرو پرکا به عنوان رئیس‌جمهور مالت خدمت می‌کند. او همچنین سومین فرد از گوزو است که پس از آنتون بوتیگیگ و چنسو تابونه به این سمت منصوب می‌شود.
او در ۴ آوریل ۲۰۲۴ مراسم تحلیف خود را برگزار کرد.
در زمان انتصابش، او اعتراف کرد که از فناوری می‌ترسد؛ یک تلفن تاشو داشت و ترجیح می‌داد نامه‌ها و سایر مکاتبات خود را به یک دستیار دیکته کند و ایمیل‌ها را به آدرس ایمیلی به نام شوهرش می‌فرستاد.

## زندگی شخصی
اسپیتری دبونو بیشتر دوران بزرگسالی خود را در بیرکیرکارا، مالت گذراند. او با آنتونی اسپیتری دبونو، سردفتر اسناد رسمی، ازدواج کرد که در ۲۴ ژوئیه ۲۰۲۵، در سن ۷۸ سالگی درگذشت. آنها سه فرزند و چهار نوه دارند.